# Babylonischer Kalender
Der babylonische Kalender war ein Lunisolarkalender mit mehreren Normaljahren zu 12 Monaten, denen in Schaltjahren ein weiterer Monat hinzugefügt wurde. Das Normaljahr war etwa 11 Tage kürzer als ein Jahr in einem Solarkalender. Die ergänzten Schaltmonate hatten eine Länge von 29 oder 30 Tagen. Die Monatsnamen aus dem Babylonischen Kalender wurden während des Babylonischen Exils zwischen 586 und 536 v. Chr. leicht verändert in den Jüdischen Kalender übernommen.

## Babylonischer Kalender

### Astronomische Grundlagen

Animation der Mondphasen während einer Lunation (29,5 Tage)

Ein babylonischer Monat begann mit dem Neulicht, der ersten Sichtbarkeit der schmalen Mondsichel nach dem Neumond, wobei der Grundsatz galt: Wenn das Neulicht am 30. Tag zu beobachten ist, gilt dieser Tag als 1. Tag des Folgemonats. Die beiden Schaltmonate Addaru II und Ululu II hatten die gleiche Systematik als Grundlage. Daher hatte kein Monat eine vorherbestimmte Anzahl an Tagen, sondern konnte immer 29 oder 30 Tage lang sein. Die Länge des Zeitraums zwischen Neumond und Neulicht ist unter anderem von der geografischen Lage des Beobachtungsortes abhängig. In südlichen Breiten der Nordhalbkugel ist die Dauer der Nichtsichtbarkeit des Mondes aus meteorologischen Gesichtspunkten kürzer als in nördlichen Breiten, was zu längeren Beobachtungsphasen des Mondes in südlichen Gebieten gegenüber nördlichen Regionen führt. Die Omen und Prophezeiungen bezogen sich auf dieses theoretische Mondkalender-Modell. Gegenüber dem realen Verwaltungskalender ergab sich damit eine maximale monatliche Abweichung von einem Tag. Die so ermittelten Differenzen wurden addiert und bestimmten in Kombination mit dem auf Tontafeln im MUL.APIN festgehaltenen Plejaden-Schaltregeln oder heliakischen Sternaufgängen die Schaltjahre, in denen nach zwölf Monaten ein zusätzlicher dreizehnter Schaltmonat eingefügt wurde.

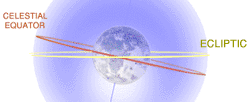
Der Himmelsäquator (englisch celestial equator) ist um ≈ 23,5° zur Ebene der Ekliptik geneigt. Die Schnittpunkte sind die Äquinoktien

Die Beobachtungszeitpunkte waren zudem von verschiedenen anderen Einflüssen abhängig: Je flacher die Ekliptik, desto früher erreicht der Mond die Mindesthöhe und wird unsichtbar; je höher die Ekliptik, desto später der Zeitpunkt der Unsichtbarkeit. Als weiterer Faktor kommt die gegen die Ekliptik geneigte Mondbahn hinzu. Der Mond kann sich gut 5° über oder unter der Ekliptik bewegen. Die Schnittpunkte der Mond- und Sonnenbahn (Mondknoten) wandern entgegengesetzt zu der Eigenbewegung des Mondes.
Die höchsten Ekliptikwerte werden in Babylonien mit etwa 84° morgens im Herbstäquinoktium erreicht, die niedrigsten mit etwa 36° abends im Frühjahrsäquinoktium. Die Mittelwerte von etwa 60° fallen auf die Monate Januar und Juli. In Babylonien fällt die kürzeste Nichtsichtbarkeitsphase von etwa 16 Stunden in den Zeitraum zwischen Ende September und Ende Oktober; der längste Zeitabschnitt von etwa 42 Stunden liegt zwischen Mitte März und Mitte April.
| Nichtsichtbarkeitsdauer des Mondes zwischen Neumond und Neulicht in der Region Babylon |         |         |         |         |         |         |         |           |         |          |          |
| Januar                                                                                 | Februar | März    | April   | Mai     | Juni    | Juli    | August  | September | Oktober | November | Dezember |
| 29 Std.                                                                                | 33 Std. | 39 Std. | 41 Std. | 37 Std. | 33 Std. | 29 Std. | 25 Std. | 21 Std.   | 16 Std. | 21 Std.  | 25 Std.  |

### Mondbeobachtungen
Monddaten, die auf Beobachtung beruhen, können bei schwierigen Sichtverhältnissen oder wetterbedingter Unsichtbarkeit zu einer kurzfristigen Fehlerquote von einem Tag führen. Stand ein babylonischer Astronom aufgrund schlechter Witterung vor diesem Problem, blieb ihm nur die Möglichkeit des Abschätzens oder der Blick in die Mondtabellen. Die synodische Periode unterliegt außerdem zeitlichen Schwankungen; gegenüber dem Mittelwert bis etwa 6,5 Stunden. Dieser Umstand führt zu kleineren Abweichungen innerhalb der Mondzyklen.
Eine falsche Einschätzung korrigierte sich in den Folgemonaten von selbst und wurde mit den nächsten Neulicht-Aufzeichnungen behoben. Die Fortschreibung des Fehlers war aus statistischem Blickwinkel nicht möglich und hatte daher keinen Einfluss auf die langfristigen Eintragungen. Vergleiche von babylonischen Daten mit den astronomischen Werten ergaben eine Übereinstimmungsquote von 85 %. Dieser Wert deckt sich mit der Zuverlässigkeitsquote der Altlicht-Sichtungen in Ägypten. Absichtliche Fälschungen von kalendarischen Mondbeobachtungen kamen in Babylonien dann vor, wenn Mondphasen an negative Omen-Gesetzmäßigkeiten geknüpft waren.

### Monatsnamen
Die babylonischen Monatsnamen, die aus der altbabylonischen Zeit (2000–1600 v. Chr.) stammen, leiteten sich aus dem älteren Kalendersystem aus Nippur ab.
| Monatsnamen in verschiedenen Epochen und Regionen |                                                    |                 |                  |                   |
| Monats-Nr.                                        | Babylonischer Kalender                             | Nippur-Kalender | Ur-III-Kalender  | Lagaš-Kalender    |
| 1                                                 | Nisannu (bar)                                      | Bara-zag-gar-ra | Maš-du-ku        | Gan-maš           |
| 2                                                 | Ajaru (gu4)                                        | Ezen-gu4-si-su  | Šeš-da-ku        | Gu4-du-bi-sar-sar |
| 3                                                 | Simanu (sig4)                                      | Sig4-ga         | U5-bi-ku         | Ezen-dLi9-si4     |
| 4                                                 | Du'uzu (šu)                                        | Šu-numun        | Ki-sig-dNin-a-zu | Šu-numun          |
| 5                                                 | Abu (izi)                                          | NE-NE-gar-ra    | Ezen-dNin-a-zu   | Munux-(DIM4)-ku   |
| 6                                                 | Ululu (kin)                                        | Kin-dInanna     | A-ki-ti          | Ezen dDumu-zi     |
| 7                                                 | Tašritu (du6)                                      | Du6-ku          | Ezen-dŠul-gi     | Ezen-dŠul-gi      |
| 8                                                 | Araḫsamna (apin)                                   | Apin-du8-a      | Šu-eš-ša         | Ezen-dBa-ba6      |
| 9                                                 | Kislimu (gan)                                      | Gan-gan-e       | Ezen-maḫ         | Mu-šu-du7         |
| 10                                                | Tebetu (ab)                                        | Ab-e            | Ezen-an-na       | Amar-a-a-si       |
| 11                                                | Šabatu (ziz)                                       | Ziz-a           | Ezen-me-ki-gal   | Še-gur10-ku5      |
| 12                                                | Addaru (še)                                        | Še-gur10-ku5    | Še-gur10-ku5     | Še-il-la          |
| S                                                 | Addaru II (DIR, dirig) Ululu II (KIN-2-KAM, 2-KAM) |                 |                  |                   |

### Mondmonatstage

Mondphasen

Die Aufzeichnung der Mondphasen sind seit der Ur-III-Zeit belegt, die zugleich darauf verweisen, dass sich der ursprüngliche babylonische Kalender vor seiner Reform nach den Mondphasen ausrichtete. Im späteren babylonischen Schöpfungswerk Enûma elîsch werden die Mondphasen bis zum Vollmond näher beschrieben:

„Am Anfang des Monats, wenn du (Nannara) zu leuchten beginnst über die Länder, solltest du an deinen Hörner erglänzen, um anzuzeigen die (ersten) sechs Tage. Am siebten Tag (zeige) die Hälfte der Krone. Wenn Vollmond ist, stehe in Opposition zur Sonne: Das ist die Hälfte des Monats. Wenn die Sonne am Horizont dich wieder eingeholt hat, verkleinere deine Krone und beginne abzunehmen.“

Mondphasen

Die Namen der Mondmonatstage richteten sich nach den jeweiligen Festen. Es lagen nur vier feste Bezeichnungen vor, die sich auf die verschiedenen Mondphasen bezogen:
- Archu (arḫu): Erster Tag, Neulicht.
- Sebutu (sebutu): Siebter Tag, Halbmond (erstes Viertel des zunehmenden Mondes, Phase 3).
- Schapattu (šapattu): 15. Tag, Vollmond (zweites Viertel des zunehmenden Mondes, Phase 5).
- u4-na-a („Schlafengehen“), akkadisch bubbuli („Verschwinden“): 29. Tag, Neumond (Phase 1).

## Schaltjahre

### Kalendersterne
Durch Auswertung mehrerer astronomischer Texte ist belegt, dass unter anderem auch sogenannte Kalendersterne die jeweiligen Schaltjahre bestimmten. Als ein markanter Kalenderstern galt beispielsweise der Sirius, der in der sumerischen Sprache als KAK.SI.SÁ (Pfeil) sowie in der akkadischen Sprache meist als „šu-ku-du“ ((Rohr-)Pfeil), aber auch als „šil-ta-ḫu“ (Pfeil) bezeichnet wurde. Der Zeitpunkt seines heliakischen Aufgangs im Monat Du'uzu bestimmte das Normaljahr, der Zeitpunkt seines heliakischen Aufgangs im Monat Abu automatisch das notwendige Schaltjahr mit dem Monat Addaru II.
Den Schaltmonat ließ der König durch einen Erlass ausrufen. Der Schaltmonat hatte jedoch im wirtschaftlichen Bereich keine verlängernde Wirkung. In Schaltjahren waren die Fälligkeiten um einen Monat vorzuverlegen. Da das verwendete Sexagesimalsystem keine Sieben-Tage-Woche kannte, bildeten daher „30 Tage“ die Monatsberechnungsgröße. Neben anderen babylonischen Quellen geht aus den MUL.APIN-Keilschrifttexten ein Zeitpunkt hervor:

„[DIŠ-ina] itiZÍZ UD 15 KAM mulKAK.SI.SÁ ina li-la-a-ti IGI MU BI DIR-at…“

„[Wenn] der Pfeilstern (Sirius) am Abend des 15. Šabatu akronychisch aufgeht, ist dieses Jahr ein Schaltjahr (Addaru II).“

Als ein weiteres Kalendergestirn galt der offene Sternhaufen der Plejaden, die in der sumerischen Sprache als MUL.MUL (Die Sterne) sowie in der akkadischen Sprache als „zap-pu“ ((Stern-)Haufen) bezeichnet wurden. Grundlage des Neujahrbeginns bildete der heliakische Aufgang von MUL.MUL am 1. Ajjaru und die dadurch veranlasste Rückrechnung des Starttermins des Neulicht-Mondes (dsin ina IGI) auf den 1. Nisannu. Im Schaltjahr wurde MUL.MUL auf den 1. Simanu verschoben.

### Schaltjahreszeitpunkte
Im Zuge fortschreitender Erkenntnisse und Einsichten in astronomische Vorgänge kam es seit Nabopolassar (625–605 v. Chr.) auch zu Versuchen, den Kalender nach festem Schema zu bestimmen und festzulegen. Für kurze Zeit setzte sich ein 8 Jahre-Schaltzyklus, dann – endgültig – der 19 Jahre-Schaltzyklus durch, der seit der Seleukiden-Ära bei Verwendung eines Addaru II bzw. eines Ululu II (Jahresmitte) den Kalender regulierte.
Die scheinbare Helligkeit des Neumonds ist etwa so groß wie die der Venus. Der astronomische Zeitpunkt des Neumonds kann prinzipiell von der Erde aus am Nachthimmel nicht beobachtet werden, da er sich dort immer unterhalb des Horizonts befindet. Auch auf der Tagseite ist er für das bloße Auge unsichtbar, weil die aschgraue Schattenseite am Tage vom Streulicht der Sonne in der Erdatmosphäre überstrahlt wird. Es ist jedoch möglich, das Neulicht wahrzunehmen, wenn der Untergang des Mondes etwa 25 bis 30 Minuten nach Sonnenuntergang und der astronomische Neumond einige Stunden vorher erfolgte. Im Normalfall ist die lichtschwache Mondsichel aber erst am Tag nach Neumond in der Abenddämmerung zu sehen.
Der Beginn des Neujahres in frühester Zeit wird in der modernen Forschung kontrovers diskutiert, da bislang keine gesicherten Erkenntnisse darüber vorliegen, ob der Beginn des Herbstes oder des Frühlings den Start für das neue Jahr markierte. Bei entsprechenden Aufzeichnungen der heliakischen Aufgänge gibt es Hinweise in der Kompilation Astrolab B (13. Jh. v. Chr.), dass ursprünglich ähnlich dem jüdischen Kalender das landwirtschaftliche Neujahr im Monat September begann. Die Aussage des assyrischen Königs Asarhaddon: Die Köpfe der Feinde fallen wie die Äpfel im Monat Simanu verweist auf die Monate Juni/Juli und meint die faulen Äpfel, die vom Baum fallen. Bemerkenswert ist auch der altbabylonische Text BM 17175+17284 (= 92-7-9,291+400), wonach damals das babylonische Kalenderjahr offenbar nicht mit dem Monat Nisannu, sondern mit dem vorauslaufenden Monat Adaru begann.

### Einteilungen
Bei Jahresanfang im Frühling lag dieser und der Vollmond immer in der Nähe des Frühling-Äquinoktiums. Ein neuer Kalendertag begann im babylonischen Kalender immer in der Abenddämmerung und hatte bis zur Abenddämmerung des nächsten Tages Gültigkeit. Die Tabellen-Angaben stellen die Tagesdaten dar; das Neulicht als Startzeichen für den neuen Monat war jeweils am Vorabend zu sehen.

### Schaltzyklus
Für den 19-jährigen Schaltzyklus ist die Kenntnis der Länge eines astronomischen Jahres notwendig. Genaue Aufzeichnungen, wie das astronomische Jahr bestimmt wurde, fehlen bislang. Es gilt als wahrscheinlich, dass zunächst die Sommersonnenwenden systematisch berechnet wurden. Davon ausgehend fand eine spätere Festlegung der Äquinoktien in gleichmäßigen Intervallen statt.
Frühestens seit der Regierungszeit von Dareios I. galt der standardisierte babylonische Mondkalender, der einem neunzehnjährigen Zyklus angepasst wurde. Direkte Belege fehlen für die Einführung jedoch. In das Jahr 498 v. Chr. des Dareios I. datiert der älteste Beleg als Nachweis, dass ein zweiter Monat Ululu gemäß Schaltregel eingesetzt wurde. Aus den ersten beiden Regierungsjahren von Dareios I. ist ein Schaltjahr mit dem Monat Adar II bekannt; eine Regelmäßigkeit von Schaltmonaten kann damit jedoch nicht bewiesen werden. Der nächste eindeutige Beleg dieser Schaltregel stammt aus dem 41. Regierungsjahr von Artaxerxes I. (425/424 v. Chr.). Der 1. Ululu begann im Jahr 424 v. Chr. am 10. September, der vorherige 1. Nisannu am 16. April.
In den Jahren 3, 6, 8, 11, 14 und 19 erfolgte der Einschub des Schaltmonats als dreizehnter Monat Addaru II; im 17. Jahr dagegen zwischen Ululu und Tašritu als siebter Monat Ululu II. Antiken Quellen zufolge stehen die griechischen Astronomen Meton und Euktemon mit dem System des standardisierten babylonischen Mondkalenders in Verbindung (siehe Meton-Zyklus). Der Zeitpunkt des neuen Jahres wurde durch das Frühlingsäquinoktium bestimmt. Aufgrund der planmäßigen Schaltungen bestand für den Zeitpunkt des kalendarischen Neujahrs nur noch eine Schwankungsbreite von 27 Tagen (22./23. März bis 18./19. April); der Durchschnittswert lag bei 14 Tagen (4./5. April).
| Schaltjahre im babylonischen Mondkalender in verschiedenen Epochen |                   |                          |                           |                             |            |
| Zyklusjahr                                                         | Datierung         | Schaltmonat              | Beginn des Schaltmonats   | Beginn des nächsten Nisannu | Zyklusjahr |
| Schaltjahre ohne festen Schaltzyklus                               |                   |                          |                           |                             |            |
|                                                                    | 686 / 685 v. Chr. | Ululu II                 | 26. August 686 v. Chr.    | 20. März 685 v. Chr.        |            |
| 684 / 683 v. Chr.                                                  | Ululu II          | 2. September 684 v. Chr. | 29. März 683 v. Chr.      |                             |            |
| 682 / 681 v. Chr.                                                  | Addaru II         | 6. März 681 v. Chr.      | 5. April 681 v. Chr.      |                             |            |
| 651 / 650 v. Chr.                                                  | Ululu II          | 29. August 651 v. Chr.   | 23. März 650 v. Chr.      |                             |            |
| 600 / 599 v. Chr.                                                  | Ululu II          | 5. September 600 v. Chr. | 30. März 599 v. Chr.      |                             |            |
| 563 / 562 v. Chr.                                                  | Addaru II         | 11. März 562 v. Chr.     | 10. April 562 v. Chr.     |                             |            |
| Schaltjahre mit Schaltzyklus                                       |                   |                          |                           |                             |            |
| 19                                                                 | 425 / 424 v. Chr. | Addaru II                | 18. März 424 v. Chr.      | 17. April 424 v. Chr.       | 1          |
| 3                                                                  | 422 / 421 v. Chr. | Addaru II                | 14. März 421 v. Chr.      | 13. April 421 v. Chr.       | 4          |
| 6                                                                  | 419 / 418 v. Chr. | Addaru II                | 12. März 418 v. Chr.      | 10. April 418 v. Chr.       | 7          |
| 8                                                                  | 417 / 416 v. Chr. | Addaru II                | 20. März 416 v. Chr.      | 18. April 416 v. Chr.       | 9          |
| 11                                                                 | 414 / 413 v. Chr. | Addaru II                | 16. März 413 v. Chr.      | 14. April 413 v. Chr.       | 12         |
| 14                                                                 | 411 / 410 v. Chr. | Addaru II                | 13. März 410 v. Chr.      | 12. April 410 v. Chr.       | 15         |
| 17                                                                 | 408 / 407 v. Chr. | Ululu II                 | 14. September 408 v. Chr. | 9. April 407 v. Chr.        | 18         |
| 19                                                                 | 406 / 405 v. Chr. | Addaru II                | 17. März 405 v. Chr.      | 16. April 405 v. Chr.       | 1          |
| 19                                                                 | 387 / 386 v. Chr. | Addaru II                | 18. März 386 v. Chr.      | 16. April 386 v. Chr.       | 1          |
| 19                                                                 | 368 / 367 v. Chr. | Addaru II                | 17. März 367 v. Chr.      | 16. April 367 v. Chr.       | 1          |